# Finale wereldkampioenschap voetbal 1990
De finale van het wereldkampioenschap voetbal 1990 was de veertiende editie van de voetbalwedstrijd die gespeeld werd in het kader van het FIFA-wereldkampioenschap. De finale werd op 8 juli 1990 gespeeld in het Stadio Olimpico in Rome. West-Duitsland nam het op tegen Argentinië. De finale, die een heruitgave was van de finale van 1986, werd met 1-0 gewonnen door de West-Duitsers. Andreas Brehme scoorde via een strafschop het enige doelpunt van de wedstrijd.

## Route naar de finale
| Land           | Wed | W | G | V | DV | DT | Ptn |
| -------------- | --- | - | - | - | -- | -- | --- |
| Nederland      | 6   | 4 | 2 | 0 | 8  | 2  | 10  |
| West-Duitsland | 6   | 3 | 3 | 0 | 13 | 3  | 9   |
| Finland        | 6   | 1 | 1 | 4 | 4  | 16 | 3   |
| Wales          | 6   | 0 | 2 | 4 | 4  | 8  | 2   |

| Land        | Wed | Win | Gel | Ver | DV | DT | +/− | Pnt |
| ----------- | --- | --- | --- | --- | -- | -- | --- | --- |
| Kameroen    | 3   | 2   | 0   | 1   | 3  | 5  | -2  | 4   |
| Roemenië    | 3   | 1   | 1   | 1   | 4  | 3  | 1   | 3   |
| Argentinië  | 3   | 1   | 1   | 1   | 3  | 2  | 1   | 3   |
| Sovjet-Unie | 3   | 1   | 0   | 2   | 4  | 4  | 0   | 2   |

| Land                         | Wed | Win | Gel | Ver | DV | DT | +/− | Pnt |
| ---------------------------- | --- | --- | --- | --- | -- | -- | --- | --- |
| West-Duitsland               | 3   | 2   | 1   | 0   | 10 | 3  | 7   | 5   |
| Joegoslavië                  | 3   | 2   | 0   | 1   | 6  | 5  | 1   | 4   |
| Colombia                     | 3   | 1   | 1   | 1   | 3  | 2  | 1   | 3   |
| Verenigde Arabische Emiraten | 3   | 0   | 0   | 3   | 2  | 11 | -9  | 0   |

## Opstellingen
Het West-Duitse team van bondscoach en voormalig wereldkampioen Franz Beckenbauer begon aan de finale in een 5-3-2-formatie. De vijfkoppige verdediging bestond uit twee voorstoppers (Guido Buchwald en Jürgen Kohler), twee vleugelverdedigers (Andreas Brehme en Thomas Berthold) en een libero (Klaus Augenthaler). Het driemansmiddenveld bestond uit aanvoerder Lothar Matthäus, Thomas Häßler en Pierre Littbarski. In de aanval opteerde Beckenbauer voor de spitsen Rudi Völler en Jürgen Klinsmann. Voor zowel Berthold als Völler, beide spelers van AS Roma, was de finale in het Stadio Olimpico een thuiswedstrijd.
Het Argentinië van bondscoach Carlos Bilardo trad aan in een gelijkwaardige, maar meer aanvallend ingestelde 3-5-2-formatie. De driemansverdediging bestond uit de voorstoppers José Serrizuela en Oscar Ruggeri, en libero Juan Simón. Op het middenveld speelde de verdedigend ingestelde Néstor Lorenzo in dienst van de verdediging. José Basualdo en Roberto Sensini bezetten de flanken en in het centrum werden Jorge Burruchaga en Pedro Troglio geposteerd. In de aanval kreeg spits Gustavo Dezotti steun van schaduwspits en aanvoerder Diego Maradona. Ook voor middenvelder Troglio, speler van Lazio, was de finale een thuiswedstrijd.

## Wedstrijddetails
|                                            |                   |       |            |                                                                                     |
| 8 juli 1990 20:00 UTC+2 «onderlinge duels» | West-Duitsland    | 1 – 0 | Argentinië | Stadio Olimpico, Rome Toeschouwers: 73.603 Scheidsrechter: Edgardo Codesal (Mexico) |
| 8 juli 1990 20:00 UTC+2 «onderlinge duels» | Brehme 85' (pen.) |       |            | Stadio Olimpico, Rome Toeschouwers: 73.603 Scheidsrechter: Edgardo Codesal (Mexico) |

| West-Duitsland | Argentinië |

| West-Duitsland:   |    |                   |     |
|                   |    |                   |     |
| GK                | 1  | Bodo Illgner      |     |
| RB                | 14 | Thomas Berthold   | 73' |
| CB                | 6  | Guido Buchwald    |     |
| CB                | 5  | Klaus Augenthaler |     |
| CB                | 4  | Jürgen Kohler     |     |
| LB                | 3  | Andreas Brehme    |     |
| CM                | 8  | Thomas Häßler     |     |
| CM                | 10 | Lothar Matthäus   |     |
| CM                | 7  | Pierre Littbarski |     |
| CF                | 9  | Rudi Völler       | 52' |
| CF                | 18 | Jürgen Klinsmann  |     |
| Wisselspelers:    |    |                   |     |
| DF                | 2  | Stefan Reuter     | 73' |
| GK                | 12 | Raimond Aumann    |     |
| FW                | 13 | Karl-Heinz Riedle |     |
| MF                | 15 | Uwe Bein          |     |
| MF                | 20 | Olaf Thon         |     |
| Coach:            |    |                   |     |
| Franz Beckenbauer |    |                   |     |

| Argentinië:    |    |                    |         |
|                |    |                    |         |
| GK             | 12 | Sergio Goycochea   |         |
| RB             | 18 | José Serrizuela    |         |
| CB             | 20 | Juan Simón         |         |
| LB             | 19 | Oscar Ruggeri      | 46'     |
| DM             | 13 | Néstor Lorenzo     |         |
| RM             | 4  | José Basualdo      |         |
| CM             | 7  | Jorge Burruchaga   | 53'     |
| CM             | 21 | Pedro Troglio      | 84'     |
| LM             | 17 | Roberto Sensini    |         |
| AM             | 10 | Diego Maradona     | 87'     |
| CF             | 9  | Gustavo Dezotti    | 5' 87'  |
| Wisselspelers: |    |                    |         |
| FW             | 3  | Abel Balbo         |         |
| DF             | 5  | Edgardo Bauza      |         |
| MF             | 6  | Gabriel Calderón   | 53'     |
| DF             | 15 | Pedro Monzón       | 46' 65' |
| GK             | 22 | Fabián Cancelarich |         |
| Coach:         |    |                    |         |
| Carlos Bilardo |    |                    |         |

AUF · A-internationals · Selecties · Bondscoaches · Argentijns vrouwenelftal · Olympisch elftal · Argentinië U21 · Argentinië U20 · Argentinië U19 · Argentinië U18 · Argentinië U17
1900 – 1909 ·
1910 – 1919 ·
1920 – 1929 ·
1930 – 1939 ·
1940 – 1949 ·
1950 – 1959 ·
1960 – 1969 ·
1970 – 1979 ·
1980 – 1989 ·
1990 – 1999 ·
2000 – 2009 ·
2010 – 2019 ·
2020 − 2029
WK 1930 · 
WK 1934 · 
WK 1958 · 
WK 1962 · 
WK 1966 · 
WK 1974 · 
WK 1978 · 
WK 1982 · 
WK 1986 · 
WK 1990 · 
WK 1994 · 
WK 1998 · 
WK 2002 · 
WK 2006 · 
WK 2010 · 
WK 2014 · 
WK 2018 ·
WK 2022
OS 1928 · 
OS 1988 · 
OS 1996 · 
OS 2004 · 
OS 2008 · 
OS 2016 · 
OS 2020
1902 · 
1903 · 
1904 · 
1905 · 
1906 · 
1907 · 
1908 · 
1909 ·
1910 · 
1911 · 
1912 · 
1913 · 
1914 · 
1915 · 
1916 · 
1917 · 
1918 · 
1919 ·
1920 · 
1921 · 
1922 · 
1923 · 
1924 · 
1925 · 
1926 · 
1927 · 
1928 · 
1929 ·
1930 · 
1931 · 
1932 · 
1933 · 
1934 · 
1935 · 
1936 · 
1937 · 
1938 · 
1939 ·
1940 · 
1941 · 
1942 · 
1943 · 
1944 · 
1945 · 
1946 · 
1947 · 
1948 · 1949 · 
1950 · 
1951 · 
1952 · 
1953 · 
1954 · 
1955 · 
1956 · 
1957 · 
1958 · 
1959 ·
1960 · 
1961 · 
1962 · 
1963 · 
1964 · 
1965 · 
1966 · 
1967 · 
1968 · 
1969 ·
1970 · 
1971 · 
1972 · 
1973 · 
1974 · 
1975 · 
1976 · 
1977 · 
1978 · 
1979 ·
1980 · 
1981 · 
1982 · 
1983 · 
1984 · 
1985 · 
1986 · 
1987 · 
1988 · 
1989 ·
1990 ·
1991 · 
1992 · 
1993 · 
1994 · 
1995 · 
1996 · 
1997 · 
1998 · 
1999 · 
2000 · 
2001 · 
2002 · 
2003 · 
2004 · 
2005 · 
2006 · 
2007 · 
2008 · 
2009 · 
2010 · 
2011 · 
2012 · 
2013 · 
2014 ·
2015 ·
2016 ·
2017 ·
2018 ·
2019 ·
2020 ·
2021 ·
2022 ·
2023
Albanië ·
Algerije ·
Angola ·
Australië ·
België ·
Bolivia ·
Bosnië en Herzegovina · 
Brazilië ·
Bulgarije ·
Canada ·
Chili ·
China ·
Colombia ·
Costa Rica · 
Curaçao ·
Denemarken ·
DDR ·
Duitsland ·
Ecuador ·
Egypte ·
El Salvador ·
Engeland ·
Estland ·
Frankrijk ·
Ghana ·
Griekenland ·
Guatemala ·
Haïti ·
Honduras ·
Hongarije ·
Hongkong ·
Ierland ·
IJsland ·
India ·
Indonesië ·
Irak ·
Iran ·
Israël ·
Italië ·
Ivoorkust ·
Jamaica ·
Japan ·
Joegoslavië ·
Kameroen ·
Kroatië ·
Libië ·
Litouwen · 
Marokko ·
Mexico ·
Nederland ·
Nicaragua ·
Nigeria ·
Noord-Ierland ·
Noorwegen ·
Oostenrijk ·
Panama ·
Paraguay ·
Peru ·
Polen ·
Portugal · 
Qatar ·
Roemenië ·
Rusland · 
Saoedi-Arabië · 
Schotland ·
Servië en Montenegro ·
Singapore ·
Slovenië ·
Slowakije ·
Sovjet-Unie ·
Spanje ·
Trinidad en Tobago ·
Tsjecho-Slowakije ·
Tunesië ·
Uruguay ·
Venezuela ·
Verenigde Arabische Emiraten ·
Verenigde Staten ·
Wales ·
Wit-Rusland · 
Zuid-Afrika ·
Zuid-Korea ·
Zweden ·
Zwitserland
Australië (2022) ·
België (2014) ·
Bosnië en Herzegovina (2014) ·
Brazilië (1982) ·
Brazilië (2005) ·
Denemarken (1995) ·
Duitsland (2006) ·
Duitsland (2014) ·
Frankrijk (2018) ·
Frankrijk (2022) ·
IJsland (2018) ·
Iran (2014) ·
Italië (1982) ·
Ivoorkust (2006) ·
Kroatië (2018) ·
Kroatië (2022) ·
Mexico (2006) ·
Nederland (1978) ·
Nederland (2006) ·
Nederland (2014) ·
Nederland (2022) ·
Nigeria (2010) ·
Nigeria (2014) ·
Nigeria (2018) ·
Saoedi-Arabië (1992) ·
Saoedi-Arabië (2022) · 
Servië en Montenegro (2006) ·
West-Duitsland (1986) · West-Duitsland (1990) ·
Zwitserland (2014)
DFB · A-internationals · Bondscoaches · Duits vrouwenelftal · Olympisch elftal · Duitsland U21 · Duitsland U20 · Duitsland U19 · Duitsland U18 · Duitsland U17 · Duitsland U16 · Vrouwen U17
1905 – 1919 · 
1920 – 1929 · 
1930 – 1939 · 
1940 – 1949 · 
1950 – 1959 · 
1960 – 1969 · 
1970 – 1979 · 
1980 – 1989 · 
1990 – 1999 · 
2000 – 2009 · 
2010 – 2019 · 
2020 – 2029
EK's: 1972 · 
1976 · 
1980 · 
1984 · 
1988 · 
1992 · 
1996 · 
2000 · 
2004 · 
2008 · 
2012 · 
2016 · 
2020 · 
2024
CC: 1999 · 
2005 · 
2017
WK's: 1934 ·
1938 · 
1954 · 
1958 · 
1962 · 
1966 · 
1970 · 
1974 · 
1978 · 
1982 · 
1986 · 
1990 · 
1994 · 
1998 · 
2002 · 
2006 · 
2010 · 
2014 · 
2018 · 
2022
OS: 1912 ·
1928 ·
1936 ·
2016 ·
2020
Albanië ·
Algerije ·
Argentinië ·
Armenië ·
Australië ·
Azerbeidzjan ·
België ·
Bohemen en Moravië ·
Bolivia ·
Bosnië en Herzegovina ·
Brazilië ·
Bulgarije ·
Canada ·
Chili ·
China ·
Colombia ·
Costa Rica ·
Cyprus ·
DDR ·
Denemarken ·
Ecuador ·
Egypte ·
Engeland ·
Estland ·
Faeröer ·
Finland ·
Frankrijk ·
Georgië ·
Ghana ·
Gibraltar ·
GOS ·
Griekenland ·
Hongarije ·
Ierland ·
IJsland ·
Iran ·
Israël ·
Italië ·
Ivoorkust ·
Japan ·
Joegoslavië ·
Kameroen ·
Kazachstan ·
Koeweit ·
Kroatië ·
Letland ·
Liechtenstein ·
Litouwen ·
Luxemburg ·
Malta ·
Marokko ·
Mexico ·
Moldavië ·
Nederland ·
Nieuw-Zeeland ·
Nigeria ·
Noord-Ierland ·
Noord-Macedonië ·
Noorwegen ·
Oekraïne ·
Oman ·
Oostenrijk ·
Paraguay ·
Peru ·
Polen ·
Portugal ·
Roemenië ·
Rusland ·
Saarland ·
San Marino ·
Saoedi-Arabië ·
Schotland ·
Servië ·
Servië en Montenegro · 
Slovenië ·
Slowakije ·
Sovjet-Unie ·
Spanje ·
Thailand ·
Tsjechië ·
Tsjecho-Slowakije ·
Tunesië ·
Turkije ·
Uruguay ·
Verenigde Arabische Emiraten ·
Verenigde Staten ·
Wales ·
Wit-Rusland ·
Zuid-Afrika ·
Zuid-Korea ·
Zweden ·
Zwitserland
Algerije (1982) · 
Algerije (2014) · 
Argentinië (1986) ·
Argentinië (1990) ·
Argentinië (2006) ·
Argentinië (2014) · 
Australië (2010) ·
België (1980) · 
Brazilië (2002) ·
Brazilië (2014) · 
Chili (1982) ·
Costa Rica (2006) ·
Denemarken (1992) ·
Denemarken (2012) · 
Ecuador (2006) ·
Engeland (1966) ·
Engeland (1982) ·
Engeland (2010) ·
Engeland (2021) ·
Frankrijk (2014) · 
Frankrijk (2021) · 
Ghana (2014) ·
Griekenland (2012) · 
Hongarije (1954, 2) ·
Hongarije (2021) ·
Italië (1982) ·
Italië (2006) ·
Italië (2012) · 
Japan (2022) · 
Kroatië (2008) ·
Mexico (2018) ·
Nederland (1974) ·
Nederland (2012) ·
Oekraïne (2016) ·
Oostenrijk (1982) ·
Oostenrijk (2008) ·
Polen (2006) ·
Polen (2008) ·
Polen (2016) ·
Portugal (2006) ·
Portugal (2008) ·
Portugal (2012) ·
Portugal (2014) ·
Portugal (2021) ·
Servië (2010) ·
Sovjet-Unie (1972) · 
Spanje (1982) ·
Spanje (2008) ·
Spanje (2022) ·
Tsjechië (1996, 2) · 
Tsjecho-Slowakije (1976) ·
Turkije (2008) ·
Verenigde Staten (2014) ·
Zuid-Korea (2018) ·
Zweden (2006)